# Sirlig skivsnäcka
Sirlig skivsnäcka (Anisus vorticulus) är en snäckart som först beskrevs av Franz Hermann Troschel 1834.  Sirlig skivsnäcka ingår i släktet Anisus, och familjen posthornssnäckor. IUCN kategoriserar arten globalt som otillräckligt studerad. Enligt den svenska rödlistan är arten sårbar i Sverige. Arten förekommer i Götaland. Artens livsmiljö är våtmarker, sjöar och vattendrag.